# Patró de iot

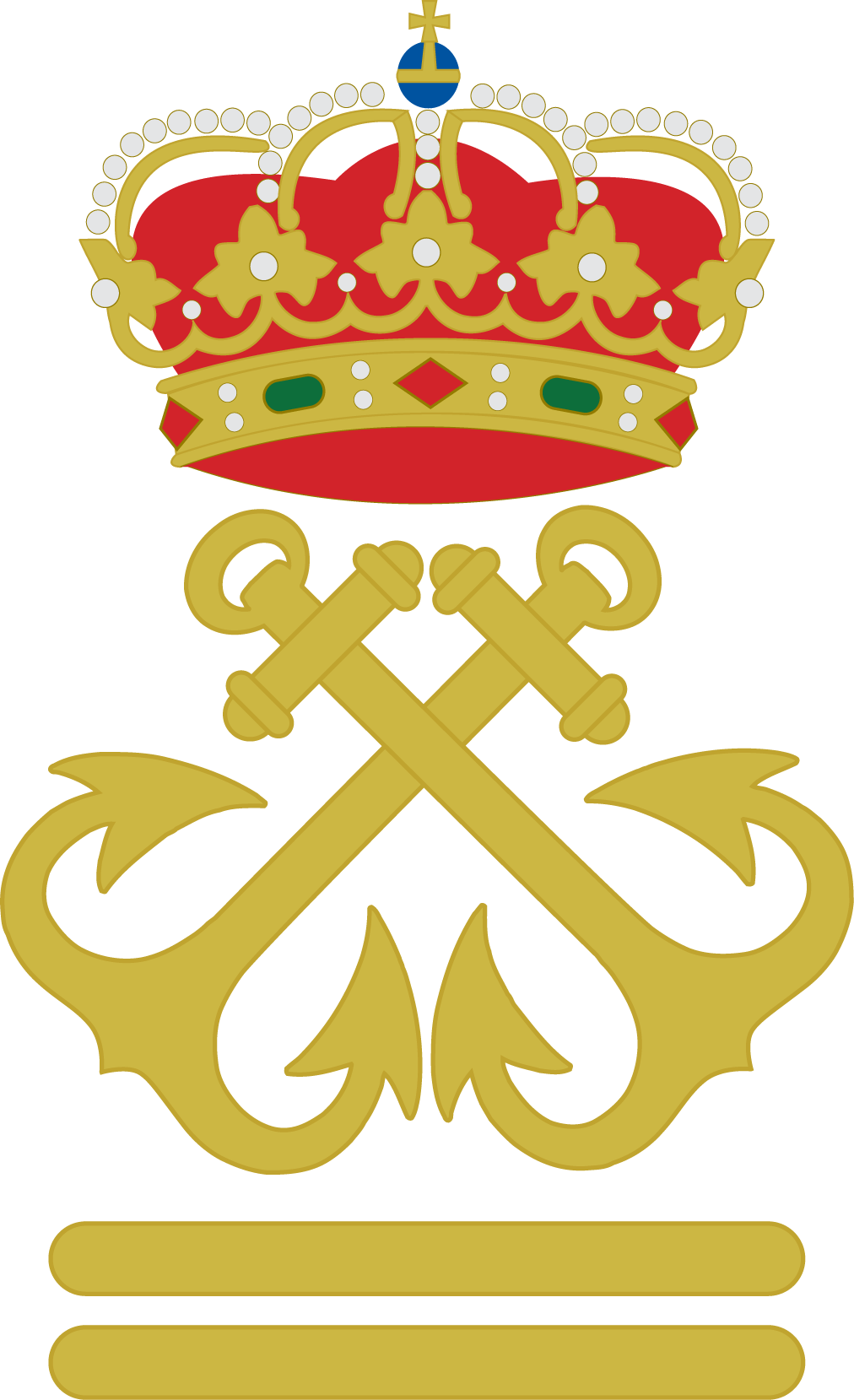
Distintiu oficial del Patró de iot.

Patró de iot (Piot) és un títol nàutic esportiu que habilita per al govern d'embarcacions d'esbarjo. Les condicions que regulen les titulacions nàutiques d'embarcacions d'esbarjo pertanyen a la Direcció General de la Marina mercant (DGMM), dependent del Ministeri de Foment d'Espanya i, en el cas de Catalunya també de la secció de Nàutica i Busseig Departament d'Agricultura, Ramaderia, Pesca, Alimentació i Medi Natural de la Generalitat de Catalunya.

## Atribucions
Govern d'embarcacions d'esbarjo a motor i a motor i vela fins a 24 metres d'eslora i d'una potència adequada. També autoritza per navegar en la zona compresa entre la costa i una línia paral·lela traçada a 150 milles nàutiques, així com la navegació interinsular en els arxipèlags balear i canari. A més a més també es poden governar motos d'aigua.
Per al govern d'embarcacions de vela és necessari realitzar, a més de les pràctiques bàsiques de seguretat i navegació establertes per a cada títol, pràctiques en embarcacions de vela.

## Requisits per a la seva obtenció
- Posseir el títol de Patró d'embarcacions d'esbarjo (PEE).
- Ser major d'edat.
- Superar un reconeixement mèdic.
- Aprovar els exàmens teòrics (cinc assignatures que es poden superar de forma independent, examinant-se en la següent convocatòria únicament de les suspeses).
- Superar un examen pràctic o realitzar unes pràctiques, la durada no podrà ser inferior a 24 hores, de les quals almenys, 8 hores seran de navegació nocturna, i que es realitzaran en una embarcació d'una escola legalment autoritzada en què s'aprenguin les tècniques bàsiques de seguretat i navegació.
- Fer unes pràctiques reglamentàries de radiocomunicacions, sistema SMSSM, la durada no podrà ser inferior a 4 hores, que es realitzaran en aula, en un simulador homologat d'una escola autoritzada.
- Realitzar unes pràctiques de navegació a vela (només en el cas de la modalitat motor i vela), la durada no podrà ser inferior a 20 hores i es realitzaran en una embarcació d'una escola legalment autoritzada que ha de superar els 12 metres d'eslora.
- Sol·licitar l'expedició del títol.